# Francesco Longo Mancini
Francesco Longo Mancini (Catania, 5 dicembre 1880 – Roma, 1954) è stato un pittore italiano che ha operato nei primi decenni del XX secolo, è conosciuto soprattutto per i suoi soggetti di nudi. I suoi quadri sono spesso firmati F. Longo Mancini.

## Biografia
Dopo aver conseguito il titolo al regio istituto tecnico di Catania, Giuseppe Sciuti lo invoglia a trasferirsi nella capitale ad affinare la sua propensione artistica. Durante questo periodo studia alla Scuola libera del nudo dove è stato allievo di Francesco Jacovacci e Filippo Prosperi.
Nel 1898 partecipa alla Promotrice di Roma.
Agli inizi lavora come ritrattista e bozzettista.
Il suo dipinto La preghiera di Maometto, mostrato alla Seconda esposizione agricola regionale del 1907, viene acquistato da re Umberto di Savoia, e questo gli diede notorietà.
Durante tutto il corso della sua vita non è mai stato interessato a rinnovarsi attraverso le esperienze avanguardiste, verso le quali rimane estraneo. La coerente opera di Longo Mancini è soprattutto esposta in collezioni private.

## Stile
Nella sua vasta ma ancora poco indagata produzione dagli echi tardo romantici si concentrano tematiche scapigliate, simboliste, orientaliste, pastorali, floreali.

## Opere (parziale)
- L'ospite inatteso
- Nudo di donna[1]
- La ragazza di rosa
- Fanciulla[5]
- Le scarpette rosse[6]
- La preghiera di Maometto[1]
- Il frate artista[4]
- I superstiti, 1912[1]
- Armonie di montagna, alla Pinacoteca nazionale di Ravenna[1]
- Sfida al Centauro[1]